# Crepidomanes bipunctatum
Crepidomanes bipunctatum là một loài thực vật có mạch trong họ Hymenophyllaceae. Loài này được (Poir.) Copel. miêu tả khoa học đầu tiên năm 1938.